# Korpoström

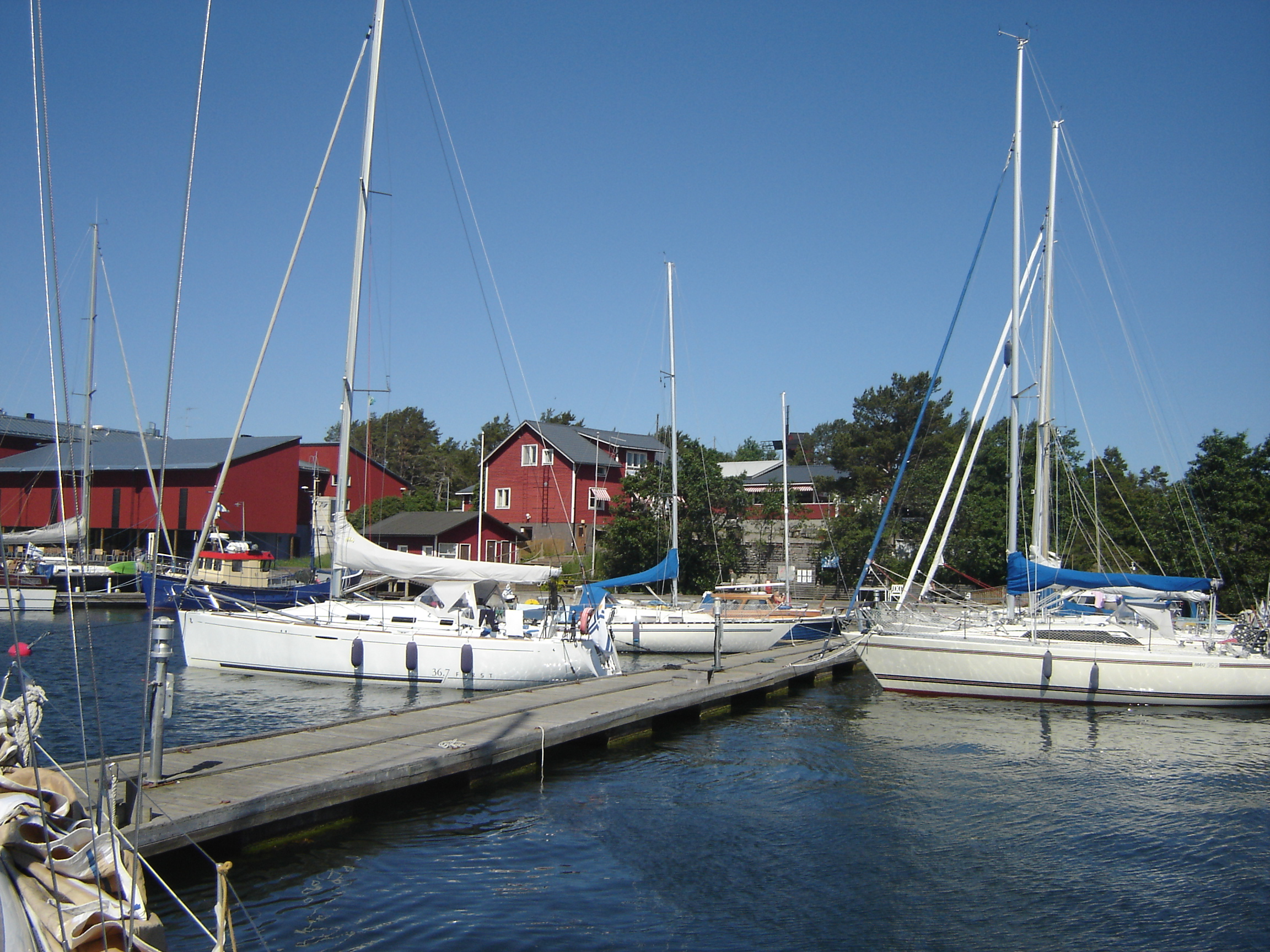
Gästbryggan i Korpoström.

Korpoström är en by och en naturhamn i Åbolands västra skärgård.
Korpoström ligger på en central plats i den åboländska skärgården. Sedan sekler har större fartyg använt den stora farleden från Åbo förbi Utö till Östersjön. Utöfarleden förgrenar sig västerut genom Korpoström mot Åland och Stockholm, österut mot Jungfrusund och Hangö. I farledskorsningen har funnits Fagerholms tullkammare och på Lom strax invid fanns en lotsstation för farleden ut mot Utö. I Korpoström fanns en annan lotsstation på Skorvlot som stödde trafiken västerut. Korpoström har haft en militär betydelse som ankringsplats för svenska flottenheter, som scen för sjöslag, militära begravningar och plats för fästningsbyggen. Senast 1638 fanns ett gästgiveri på Lom men det flyttades sedan till byn Rumar på Kyrklandet och därifrån senast på 1660-talet längre västerut till byn Österkalax. Gästgiveriet ändrades till en krog vilket betydde en mindre skjutsningsskyldighet. Krogen hette Korpoströms krog medan det hemman där krogen stod fick namnet Krogars.
Krogen förde inte bara välstånd med sig. En septemberkväll år 1725 överfölls krögarens hustru av besättningsmän från ett fartyg. De försvarade tappert sitt hus men måste till slut fly till grannbyn. Från 1742 till 1775 var krögaren också dykeriuppsyningsman i det norra dykeri- och bärgningskompaniet, vilket ökade inkomsterna och gav krögaren en högre status då han övervakade och ledde skärgårdens strandfogdar. Änkan fortsatte med uppgiften men sålde den med krogen år 1783. Under hattarnas ryska krig 1743 stod ett mindre sjöslag vid Korpoström där en rysk flottstyrka besegrade en svensk. Ett monument har rests över slaget och invid monumentet finns Korpoströms begravningsplats, som är utritad på storskifteskartan från 1787–1789 och som möjligen användes 1743. Synliga spår av begravningsplatsen finns inte längre. I slutet av 1770-talet härjade en pest på åtskilliga ”turkiska orter" (vid Medelhavet) och då inrättades en karantänsstation på holmen Kasan nära Fagerholms tullstation men inrättningen blev kortvarig. På Killingholm strax väster om Fagerholm byggdes efter hattarnas ryska krig ett litet fäste och även där anlades en begravningsplats för dem som dött i fältsjukan i Gustav III:s ryska krig 1788–1789 och för de stupade från Lemo udde i Finska kriget 1808–1809.
År 1783 köpte kofferdikaptenen Ludvig Johan Escholin Krogar hemman, som utvidgades med både landområden och fiskevatten. En ny huvudbyggnad uppfördes liksom ett stenmagasin och hemmanet började kallas Korpoströms gård. Escholin behövde för sin köpenskap en stödpunkt utanför tullgränsen och Korpoström passade honom därför bra. Han torde endast tillfälligt ha bott där men hans släkt hade gården till år 1851. Även efter det var gården säte för inflytelserika personer i Korpo socken och kommun. Gården användes på 1800-talet även som tingsplats. Ett överraskande besök fick gården i september 1854 då en engelsk ångskonare ankrade i sundet och ville köpa mat på gården. Detta nekades men engelsmännen tog vad de ville ha och betalade snyggt för sig. I början av 1900-talet inrättades en lanthandel i Korpoström. På 1960-talet uppförde  kustartilleriet en fästning på Gyltö strax väster om Korpoström. År 2004 färdigställdes sjöhuset Sunnan som idag bär namnet Skärgårdscentrum Korpoström. I Skärgårdscentrum bedrivs utställningsverksamhet samt marinbiologisk forskning och centret är bas för Skärgårdshavets nationalpark. I anslutning till Skärgårdscentrum finns hotell, restaurang, mataffär (sommarhalvåret) och gästhamn.